# Municipio de Bejucal
Municipio de Bejucal är en kommun i Kuba.   Den ligger i provinsen Havanna, i den västra delen av landet, 22 km söder om huvudstaden Havanna.